# Direction générale de la concurrence (Union européenne)

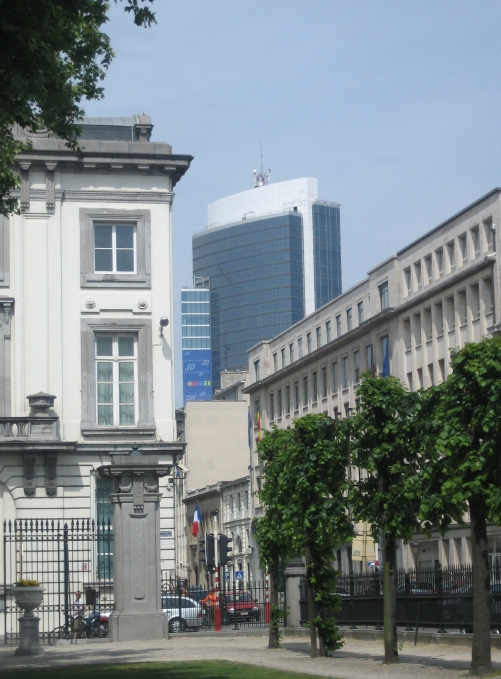
La Tour Madou à Bruxelles où est installée la DG Comp.

La direction générale de la concurrence (DG COMP pour « Directorate-General for Competition » en anglais) est l’instance de la Commission européenne responsable (en collaboration avec les autorités nationales) d’appliquer les règles européennes de concurrence, définies dans les articles 101 à 109 du traité sur le fonctionnement de l'Union européenne. 
Ses compétences s’étendent aux domaines suivantes :
- Droit de la concurrence  (Articles 101 et 102 du TFUE) ;
- Acquisitions (Règlement  de la Commission (EC) No 802/2004 ; Règlement  du Conseil (EC) No 139/2004) ;
- Libéralisation (Articles 3 et 86 du traité de la CE) ;
- Aides d’États (Articles 107 du TFUE) ;

La Commissaire européen à la concurrence, depuis 2024 est l'espagnole Teresa Ribera.
Depuis 2003, la direction s'est dotée d'un poste d'économiste en chef,. En juillet 2023, la nomination à ce poste de l'américaine Fiona Scott Morton provoque une vive polémique en France et au Parlement européen.
Depuis 2012, le siège de la DG Comp occupe la Tour Madou à Bruxelles.